# Hemierianthus curtithorax
Hemierianthus curtithorax är en insektsart som först beskrevs av Karsch 1890.  Hemierianthus curtithorax ingår i släktet Hemierianthus och familjen Chorotypidae. Inga underarter finns listade i Catalogue of Life.